# Susanne Zantop
Susanne Zantop, geb. Korsukéwitz (* 12. August 1945 in Bad Kissingen; † 27. Januar 2001 in Etna bei Hanover (New Hampshire)), war eine deutsch-amerikanische Politikwissenschaftlerin und Germanistin.

## Leben
Susanne Zantop war die Tochter eines Ziegeleiunternehmers und studierte Politikwissenschaft an der Freien Universität Berlin und an der Stanford University, wo sie 1968 ihren Master of Arts erwarb. In Stanford lernte sie den Geologen Half Zantop kennen, reiste mit ihm 1969 nach Argentinien und heiratete ihn 1970. Das Paar hatte zwei Töchter.
Von 1969 bis 1975 lebten sie in verschiedenen Ländern Südamerikas, Afrikas und in Spanien, wo Half Zantop jeweils als Geologe für verschiedene Bergbauunternehmen tätig war. 1975 kam Half Zantop mit seiner Familie zu einem einjährigen Studienaufenthalt an die Universität Heidelberg. Nach der darauf folgenden Berufung ihres Mannes zum Professor am Dartmouth College begann Susanne Zantop ein Studium der Vergleichenden Literaturwissenschaft an der University of Massachusetts, das sie nach dem Masterabschluss an der University of Massachusetts an der Harvard University fortsetzte und 1984 mit der Promotion abschloss.
Sie unterrichtete seit 1982 am Dartmouth College und wurde 1996 Lehrstuhlinhaberin für Germanistik und Vergleichende Literaturwissenschaft. Gleichzeitig war sie auch als Gastprofessorin an der Universität Santiago de Compostela tätig. Ihre Forschung galt Heinrich Heine und seiner Rezeption, Gender-Fragen und kulturwissenschaftlichen Fragestellungen. Für ihre Studie Colonial fantasies erhielt sie 1998 den Award for Outstanding Book in German Studies. Sie war Herausgeberin des Jahrbuchs Women in German Yearbook. 1999 war Susanne Zantop gemeinsam mit Colin Calloway und Gerd Gemünden Veranstalterin der wissenschaftlichen Konferenz Deutsche und Indianer–Indianer und Deutsche.
Am 27. Januar 2001 wurde das Ehepaar Zantop in seinem Haus in Etna von zwei Jugendlichen in räuberischer Absicht überfallen und ermordet. Der Fall erregte großes Aufsehen. Auf dem Campus von Dartmouth College erinnert der Zantop Garden vor Richardson Hall seit 2009 an die beiden Hochschullehrer.
Außerhalb des Dartmouth College engagierte sich Susanne Zantop als Mitglied von Amnesty International.

## Schriften
- Geschichte und Literatur bei Heinrich Heine und Mariano José de Larra, Bouvier, Bonn 1988 (=Dissertation Cambridge (Massachusetts) 1984)
- Paintings on the move - Heinrich Heine and the visual arts, University of Nebraska Press, Lincoln u. a. 1989
- Nachwort. In: Friederike Helene Unger: Bekenntnisse einer schönen Seele. Reprint. Olms, Hildesheim [u. a.] 1991, S. 385–416.
- Kolonialphantasien im vorkolonialen Deutschland (1770–1870), Erich Schmidt Verlag, Berlin 1999 (=Colonial fantasies - conquest, family, and nation in precolonial Germany (1770–1870), Duke University Press, Durham [u. a.] 1997)
- mit Sara Friedrichsmeyer, Sara Lennox: The Imperialist Imagination: German Colonialism and Its Legacy. University of Michigan Press 1998, ISBN 978-0-472-06682-7
- mit Gerd Gemünden, Colin G. Calloway (Hrsg.): Germans and Indians: Fantasies, Encounters, Projections. University of Nebraska Press, Lincoln, NE 2002, ISBN 978-0-8032-6420-5